# لوکا دی مونتدزمولو

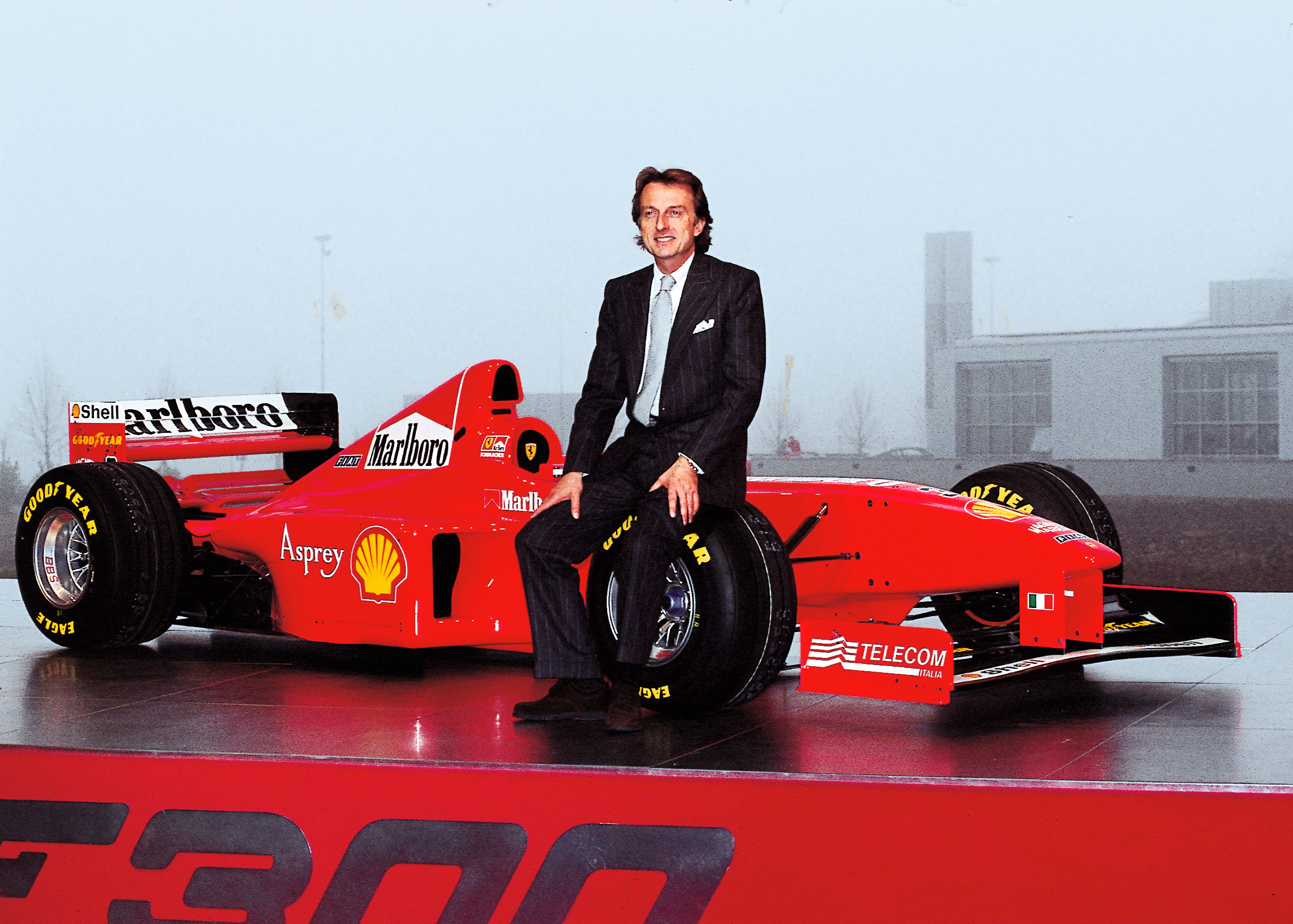

لوکا دی مونتدزمولو (به ایتالیایی: Luca di Montezemolo) (زاده ۳۱ اوت ۱۹۴۷) کارآفرین، اتومبیل‌ران بازنشسته مسابقات فرمول یک و مدیر ارشد اجرایی ایتالیایی است، که در حال حاضر به‌عنوان مدیر عامل و رئیس هیئت مدیره شرکت هواپیمایی آلایتالیا فعالیت می‌نماید.
وی پیش‌تر در فاصله سال‌های ۲۰۱۰ تا ۲۰۱۳ ریاست هیئت مدیره شرکت فراری را بر عهده داشت، همچنین از سال ۲۰۰۴ تا ۲۰۱۰ نیز رئیس هیئت مدیره شرکت فیات بود و در سال ۲۰۱۰ جان الکان (نوه و وارث جیانی آنیلی و مالک فعلی گروه فیات) جایگزین او شد.
مونتدزمولو فعالیت در صنعت خودروسازی را، از مسابقات رالی اتومبیل‌رانی و به‌عنوان راننده تیم جیانینی آغاز کرد، سپس به تیم اتومبیل‌رانی لانچیا پیوست. در ابتدای دهه ۱۹۷۰ برای مدت کوتاهی نیز وارد شرکت فیات اتومبیلز شد.
در سال ۱۹۷۳ فیات را به مقصد فراری ترک گفت و در همان ابتدا، به‌عنوان دستیار ارشد انزو فراری فعالیتش را آغاز نمود. در ۱۹۷۴ به‌عنوان مدیر عامل اسکودریا فراری منصوب گردید. از ۱۹۷۷ بار دیگر همکاری با فیات را در جایگاه مدیر ارشد از سر گرفت.
در نوامبر ۱۹۹۱ مالک و رئیس هیئت مدیره وقت فیات؛ جیانی آنیلی مونتدزمولو را به مدیرعاملی فیات منصوب کرد. وی از ۱۹۹۷ تا ۲۰۰۵ نیز مدیر عامل شرکت مازراتی بود. لوکا دی مونتدزمولو هم‌اکنون عضو هیئت مدیره شرکت‌های کرینگ، لا استامپا، تادس و سیتی‌گروپ می‌باشد.